# Jorge Luis Corrales
Pour les articles homonymes, voir Corrales.
Jorge Luis Corrales est un footballeur international cubain, né le 20 mai 1991, à Pinar del Río (Cuba). Il joue au poste de défenseur au FC Tulsa en USL Championship.

## Biographie

### Parcours en club

#### Suite en deuxième division nord-américaine
En 2015, Corrales obtient un visa pour rendre visite à sa famille à Miami. À cette occasion, il rencontre plusieurs anciens internationaux cubains au sein du club amateur du Fortuna SC et participe au camp de détection du Miami FC. Retenu par Alessandro Nesta pour faire partie de l'équipe, il entame les démarches pour obtenir un permis de travail américain et commence sa carrière professionnelle en NASL.

#### Passage en MLS
Alors qu'il évolue en USL avec les Roughnecks de Tulsa, il signe le 14 septembre 2017 au Fire de Chicago.

### Parcours en sélection
International cubain depuis 2011, Corrales dispute les Gold Cup de 2013 et 2015 où l'équipe cubaine atteint les quarts-de-finale à chaque fois. Il participe également aux qualifications pour les Coupes du monde de 2014 et 2018 (huit matchs au total, aucun but marqué).
Au niveau régional, il dispute les Coupes caribéennes de 2012 (vainqueur) et 2014 (demi-finaliste).
En ayant rejoint les États-Unis et commencé une carrière professionnelle par la voie légale, Corrales aspire toujours à faire partie de la sélection cubaine, même s'il n'a plus été convoqué depuis la Gold Cup 2015.

## Palmarès

### En club
Impact de Montréal
- Vainqueur du Championnat canadien en 2019

### En équipe nationale
- Vainqueur de la Coupe caribéenne des nations en 2012

## Statistiques
| Saison                | Club                        | Championnat           | Championnat | Championnat | Coupe(s) nationale(s) | Coupe(s) nationale(s) | Compétition(s) continentale(s) | Compétition(s) continentale(s) | Compétition(s) continentale(s) | Séries | Séries | Total | Total |
| Saison                | Club                        | Division              | M.          | B.          | M.                    | B.                    | Comp.                          | M.                             | B.                             | M.     | B.     | M.    | B.    |
| 2015                  | FC Sancti Spíritus (prêt)   | Campeonato Nacional   | 18          | 1           | -                     | -                     | -                              | -                              | -                              | -      | -      | 18    | 1     |
| 2016                  | Miami FC                    | NASL                  | 1           | 0           | 0                     | 0                     | -                              | -                              | -                              | -      | -      | 1     | 0     |
| 2016                  | Strikers de Fort Lauderdale | NASL                  | 17          | 0           | 1                     | 0                     | -                              | -                              | -                              | -      | -      | 18    | 0     |
| 2017                  | Roughnecks de Tulsa         | USL                   | 25          | 1           | 3                     | 0                     | -                              | -                              | -                              | -      | -      | 28    | 1     |
| 2017                  | Roughnecks de Tulsa (prêt)  | USL                   | 5           | 0           | -                     | -                     | -                              | -                              | -                              | 1      | 0      | 6     | 0     |
| Sous-total            | Sous-total                  | Sous-total            | 30          | 1           | 3                     | 0                     | -                              | 0                              | 0                              | 1      | 0      | 34    | 1     |
| 2018                  | Fire de Chicago             | MLS                   | 17          | 0           | 4                     | 0                     | -                              | -                              | -                              | -      | -      | 21    | 0     |
| 2019                  | Fire de Chicago             | MLS                   | 15          | 0           | 1                     | 0                     | -                              | -                              | -                              | -      | -      | 16    | 0     |
| Sous-total            | Sous-total                  | Sous-total            | 32          | 0           | 5                     | 0                     | -                              | 0                              | 0                              | 0      | 0      | 37    | 0     |
| 2019                  | Impact de Montréal          | MLS                   | 4           | 0           | 1                     | 0                     | -                              | -                              | -                              | -      | -      | 5     | 0     |
| 2020                  | Impact de Montréal          | MLS                   | 15          | 0           | 0                     | 0                     | LCC                            | 3                              | 0                              | 1      | 0      | 19    | 0     |
| Sous-total            | Sous-total                  | Sous-total            | 19          | 0           | 1                     | 0                     | -                              | 3                              | 0                              | 1      | 0      | 24    | 0     |
| 2021                  | FC Tulsa                    | USLC                  | 25          | 0           | -                     | -                     | -                              | -                              | -                              | 1      | 0      | 26    | 0     |
| 2022                  | FC Tulsa                    | USLC                  | 8           | 0           | 2                     | 0                     | -                              | -                              | -                              | -      | -      | 10    | 0     |
| 2023                  | FC Tulsa                    | USLC                  | 10          | 0           | 0                     | 0                     | -                              | -                              | -                              | -      | -      | 10    | 0     |
| Sous-total            | Sous-total                  | Sous-total            | 43          | 0           | 2                     | 0                     | -                              | 0                              | 0                              | 1      | 0      | 46    | 0     |
| Total sur la carrière | Total sur la carrière       | Total sur la carrière | 160         | 2           | 12                    | 0                     | -                              | 3                              | 0                              | 3      | 0      | 178   | 2     |